# Pastirska sekira
Pastirska sekira je lahka sekira evrazijskega izvora, ki so jo v preteklosti nosili pastirji v Karpatih, Češki, Slovaški, Poljski, Ukrajini, Romuniji in Madžarski.
Sekira združujejo orodje s pohodno palico in se lahko uporablja tudi kot lahko orožje. Ima simbolične zgodovinske in kulturne konotacije in se še vedno uporablja kot opora pri številnih tradicionalnih plesih, na primer odzemoku. 

## Imena
Pastirska sekira ima zelo različna imena: madžarsko: fokos; češko: valaška (dobesedno romun(s)ka); poljsko (odvisno od regije): ciupaga, rąbanica, obuszek, cekanka, wataha, wataszka; zadnji dve imeni izhajata iz romunskega imena vătaf  ("glavni pastir"); romunsko: baltag, secure; rusinsko:  валашка, valaška; slovaško: valaška (dobesedno romun(s)ka); ukrajinsko: бартка, bartka, топірець, topirec.

## Videz
Pastirska sekira je lahka sekira z dolgim ravnim toporiščem in pogosto s kovinsko konico. Toporišče je običajno dolgo malo več kot meter. Pogosto je izrezljano, ker so imeli njihovi lastniki dovolj časa za rezbarjenje.
Majhna kovinska glava ima na eni strani ostro rezilo, na drugi strani pa je topa in lahko služi kot kladivo. Glava je oblikovana tako, da so jo pastirji lahko uporabljali  kot udoben ročaj sprehajalne palice.
Današnje pastirske sekire so večinoma okrasne. Nekatere imajo zlate ali srebrne glave, sicer pa so izdelane iz medenine, železa, kromiranega železa, lesa ali aluminija. Masivne zlate in srebrne glave so zelo redke.  Številne veljajo za umetniška dela. Glavni tradicionalni motivi okrasja na sekirah so  sonce, zvezde, kometi, drevo življenja, cvetje, drevesa, kot sta jelka ali smreka, in različni geometrijski vzorci. Nekateri kovači so svoje sekire označili  z  različnimi dodelanimi žigi.

## Zgodovina in raba
Prva pisna omemba pastirske sekire izvira z dvora cesarja Čin Ši  Huangdija (3. stoletje pr. n. št.).  Sekira je upodobljena tudi na skitskih poslikavah. Njeni prvi uporabniki so bili evrazijski nomadi. Veliko sekir so odkrili v avarskih grobovih. Na madžarskih pastirskih sekirah je razen evrazijskega stepskega opazen tudi avarski vpliv.
V 9. stoletju so madžarski bojevniki med invazijo v srednjo Evropo v svojem vojaškem arzenalu imeli tudi lahke sekire na dolgih toporiščih, imenovane fokos. Razen njih so podobno orožje uporabljali tudi Bolgari,  Alani in Slovani. 
Vlaški pastirji, ki so se od 14. do 17. stoletja selili po Karpatih in Dinarskem gorovju, so svoje pastirske sekire prinesli v srednjo Evropo. Sekiro so uporabljali kot vsestransko orodje, ki je združevalo majhno sekiro, kladivo in sprehajalno palico. Pastirske sekire ni bilo mogoče uporabiti za učinkovito sekanje debelih dreves, za manjše veje pa je bila kar uporabna.
Na Slovaškem in Poljskem so bile pastirske sekire in težki okrašeni pasovi nepogrešljiva oprema pastirjev. V slovaški kulturi je pastirsko sekiro populariziral legendarni  zgodovinski junak Juraj Jánošík.
Na Madžarskem so se v zgodnjem novem veku prilagojene pastirske sekire uporabljale kot orožje, na primer proti avstrijskim vojakom v  Rákóczijevi vojni za neodvisnost Ogrske. V 17. in  18. stoletju so bili vodja ogrskih krucev Imre Thököly in njegovi vojaki oboroženi s pastirskimi sekirami. Madžarski pastirji na severu države so sekiro uporabljali tudi kot orodje. 
Na slikah iz Galicije je veliko ljudi upodobljenih z bartko, zlasti kmečki uporniki v 19. stoletju, znani kot opriški. Uporniki so bili pogosto povezani z njihovim znanim voditeljem Olekso Dovbušem.

## Sodobna raba
Pastirske sekire se še vedno izdelujejo in prodajajo kot spominki in v dekorativne namene. Še vedno se uporabljajo tudi v številnih tradicionalnih plesih. V  podeželskih delih držav jih nekateri starejši moški še vedno uporabljajo kot sprehajalne palice. Kot orodje ali orožje se uporabljajo zelo redko.

## Galerija
- Slavni tatranski gorski vodnik Klimek - Klemens Bachleda s ciupago
- Imre Thököly z modificiranim fokosom
- Oprišok Vasyl Bayurak z bartko
- Severyn Obst (1882): Bartka